# Швиноуйшче
Швиноу̀йшче (на полски: Świnoujście; на немски: Swinemünde; на кашубски: Swina) е град в северозападна Полша, Западнопоморско войводство. Административно е обособен в самостоятелен градски окръг (повят) с площ от 197,23 квадратни километра. Населението му е около 41 500 души (2012).

## География
Швиноуйшче се намира на 5 метра надморска височина в Средноевропейската равнина, на границата с Германия и на 58 километра северно от Шчечин. Градът е разположен на островите Узнам, Волин и Карсибор край двата бряга на протока Швина, който свързва Шчечинския залив с Балтийско море.

## История
Най-ранните сведения за града са от втората половина на XII век, когато херцозите на Померания изграждат там укрепления, разрушавани неколкократно от датчаните.

## Население
Населението на града възлиза на 41 516 души (2012). Гъстотата е 210 души/km².

## Инфраструктура
Швиноуйшче е пристанище на Балтийско море.

## Култура
Градът е дом на футболния клуб Флота (Швиноуйшче).